# Kebirita roudairei
Kebirita roudairei là một loài thực vật có hoa trong họ Đậu. Loài này được (Bonnet) Kramina & D.D.Sokoloff mô tả khoa học đầu tiên.